# Max Wehrli
Max Wehrli (* 17. September 1909 in Zürich; † 18. Dezember 1998 ebenda) war ein Schweizer Literaturwissenschaftler und Germanist.

## Leben
Max Wehrli studierte von 1928 bis 1935 Germanistik und Griechisch an den Universitäten Zürich und Berlin (SoSe 1931). Zu seinen Lehrern zählten in dieser Zeit Emil Ermatinger, Albert Bachmann, Ernst Howald (alle Zürich), Arthur Hübner und Nicolai Hartmann (beide Berlin). 1935 wurde er in Zürich mit der Arbeit Johann Jakob Bodmer und die Geschichte der Literatur promoviert, 1937 habilitierte er sich mit der Untersuchung Das barocke Geschichtsbild in Lohensteins Arminius. Seit der Habilitation und nach dem Krieg war er zunächst Privatdozent, 1946 Titularprofessor und ab 1947 als Nachfolger von Robert Faesi ausserordentlicher Professor für Ältere deutsche Literatur. 1953 wurde er zum ordentlichen Professor für Geschichte der deutschen Literatur von den Anfängen bis 1700 ernannt. Mit seiner Ernennung wurde der Lehrstuhl offiziell um ein Fachgebiet erweitert, welches an allen anderen Universitäten zur Neugermanistik gerechnet wird, seit den frühesten Publikationen jedoch zu Wehrlis Kerninteressen zählte: das 16. und 17. Jahrhundert. Das Sommersemester 1955 verbrachte Max Wehrli als Gastprofessor an der Columbia University in New York. 1965 bis 1967 war er Dekan seiner Fakultät und 1970 bis 1972 Rektor der Universität Zürich. 1973, ein Jahr vor seiner Emeritierung, wurde er Präsident der Schweizerischen Hochschul-Rektoren-Konferenz, der er bis 1977 vorstand. Von 1975 bis 1979 war er Präsident der Gottfried Keller-Gesellschaft Zürich.
Zu Max Wehrlis Schülerinnen und Schülern gehören u. a.: Martin Bircher, Harald Burger, Peter Maurice Daly, Eleonore Frey-Staiger, Alois Maria Haas, Urs Herzog, Paul Michel, Klara Obermüller, Peter Rusterholz, Sibylle Rusterholz und Rosmarie Zeller-Thumm.

## Arbeitsfelder
Das große Projekt Max Wehrlis war es, einen Verständniszusammenhang für die vormoderne deutschsprachige literarische Überlieferung zu entwerfen, bevor sie sich, im 18. Jahrhundert, als autonomes, alle Gattungen und Typen umfassendes Literatursystem konstituiert. Zu seinen Lehr- und Forschungsschwerpunkten zählten in diesem Rahmen das Hochmittelalter, der Barock, Zürich als Kulturstadt vom Mittelalter bis in die Moderne, Poetologie und vor allem die Literaturgeschichte. Bekannt ist schliesslich sein Interesse für die zeitgenössische Literatur. Zudem war Max Wehrli als Herausgeber bzw. Mitherausgeber zahlreicher wissenschaftlicher Reihen, Lexika, Handbücher und Festschriften tätig. Hervorzuheben ist auch seine Tätigkeit als Editor und Übersetzer literarischer Werke des Mittelalters und des Barock, von denen einige in die Reihe «Manesse Bibliothek der Weltliteratur» aufgenommen und so der breiten Öffentlichkeit zugänglich gemacht wurden.

## Forschungsschwerpunkte
Drei Forschungsgebiete sind besonders hervorzuheben:

### Poetologie
Max Wehrlis frühe Schrift «Allgemeine Literaturwissenschaft» von 1951, in der er den Stand der Germanistik seiner Zeit zusammenfassend und kritisch referiert, gliedert sich in zwei Hauptkapitel «Poetik» und «Literaturhistorie». Diese beiden ‹Interessen› können als durchaus charakteristisch für sein literaturwissenschaftliches Arbeiten verstanden werden. Sie lassen sich indes nicht problemlos miteinander kombinieren, sondern erzeugen ein Spannungsfeld: Unter «Poetik» fasst Wehrli 1951 die durch die werkimmanente Interpretation seiner Zeit geprägte Fragestellung nach dem Verhältnis von Form und Inhalt, Teil und Ganzem, die als nicht auflösbare Einheit  betrachtet werden. Wehrli kritisiert im Kapitel «Literaturhistorie» diese Position als ahistorisch, da sie zu stark vom geschlossenen Einzeltext ausgehe und die Tradiertheit der Formen zu wenig berücksichtigt. Stattdessen fordert er, Epochen oder Stile als eigenständige «poetische Grössen» zu betrachten und deren interne Zusammenhänge und Dynamiken zu analysieren. Die systematische Analyse der «Poetik» eines Einzeltextes gewinnt somit ihre Legitimität erst dadurch, dass sie zugleich als Teil der «Poetik» einer Epoche oder einer literarhistorischen Bewegung gefasst wird. Dies führt zu einem dialektischen Wechselspiel eines historischen und eines systematischen Ansatzes, den Wehrli in seinen späteren Schriften «poetologisch» nennen wird. Insbesondere in seinem letzten Buch Literatur im deutschen Mittelalter. Eine poetologische Einführung (1984, aktuelle Aufl. 2006) werden systematisch die bildungs- und mediengeschichtlichen, literatursoziologisch-institutionellen, philosophisch-theologischen, rhetorischen, ästhetischen, hermeneutischen und formgeschichtlichen Kontexte entfaltet, in denen die Geschichtlichkeit der Literatur beschrieben werden kann.